# ألفرد وولف
ألفرد وولف (بالإنجليزية: Alfred Wolf)‏ هو بحار أمريكي، ولد في 1 أغسطس 1923 في ألمانيا، وتوفي في 7 فبراير 1943 في المحيط الأطلسي.